# Mafac

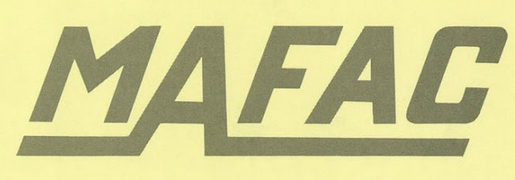
MAFAC-Logo des 1978er Katalogs

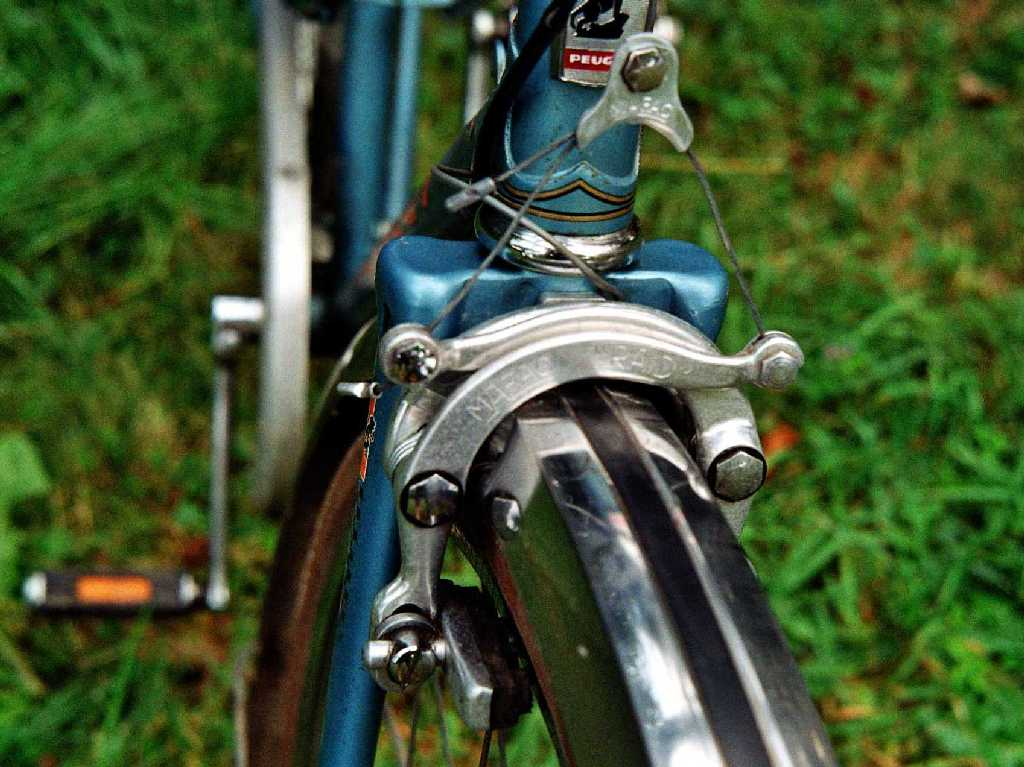
Modell Raid

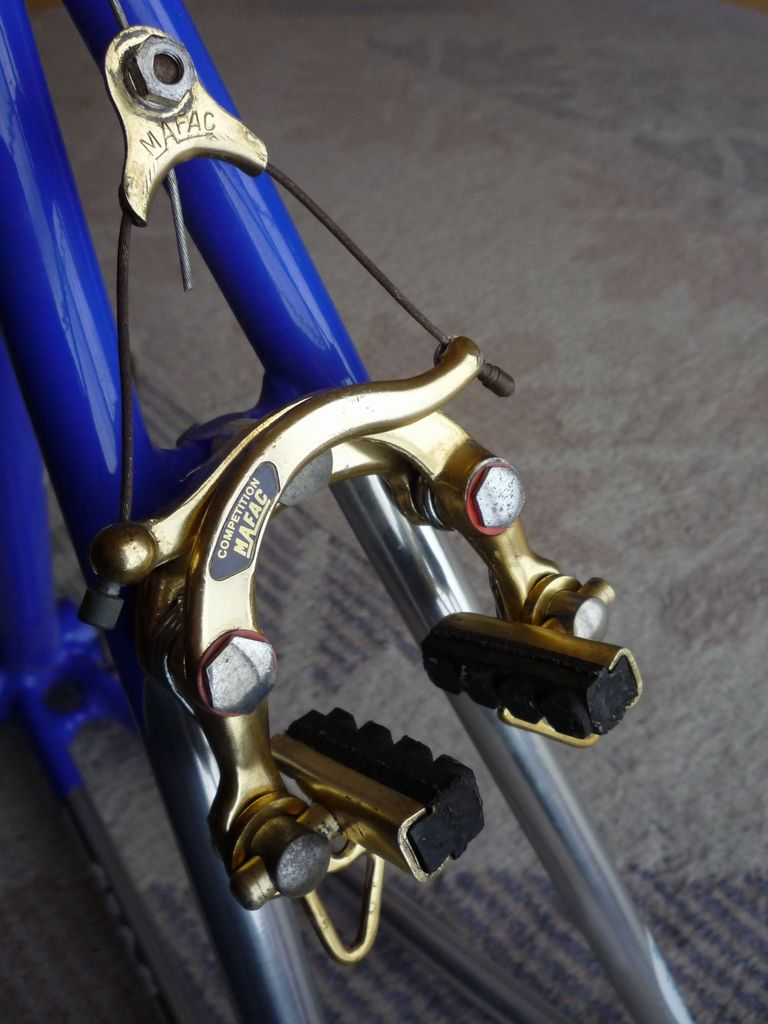
Modell Competition

MAFAC - Manufacture Arvernoise de Freins et Accessoires pour Cycles (Arveni Manufaktur für Fahrradbremsen und Accessoires) war ein französischer Hersteller von Fahrradbremsen.
Das Unternehmen wurde nach dem Zweiten Weltkrieg als „Securité“ gegründet, änderte aber 1947 seinen Namen in MAFAC. Die Firma spezialisierte sich auf Cantilever Bremsen. Viele französische Rennräder (Peugeot, Gitane etc.) wurden mit den Bremsen von Mafac ausgestattet. Ende der 1980er Jahre stellte MAFAC seine Produktion ein.
Die Firma war mit 12 Siegen einer der erfolgreichsten Radausrüster der Tour de France. Greg LeMond, Bernard Hinault, Laurent Fignon, Jacques Anquetil (fünf Tour-Siege) u. a. bremsten ihre Räder mit Mafac-Bremsen.

## Bremsenmodelle
Die frühen Modelle waren meist Cantileverbremsen, die bis Anfang der 1980er Jahre produziert wurden. Dazu wurden früh schon Mittelzugbremsen produziert.
Cantilevers-Modelle waren:
- Kathy
- Driver
- Criterium

MAFAC-Mittelzugbremsen waren die Modelle
- Tiger
- Racer
- Raid
- Competition
- 2000

Die gute Bremsleistung von Rädern mit breiten Mänteln führte zur Verwendung von MAFAC-Bremsen bei den ersten Mountainbikes. Mafac-Bremsen wurden bei den ersten in Reihe gefertigten MTB eingesetzt wie dem 1982er Specialized Stumpjumper.